# Seth Shostak
Seth Shostak (ur. 20 lipca 1943) – amerykański astronom i astrobiolog.

## Życiorys
Absolwent Princeton University. Seth Shostak jest najstarszym astronomem pracującym w Instytucie SETI, znajdującym się w Mountain View w Kalifornii. Przed dołączeniem do projektu SETI pracował nad wszechświatem i jego dalszymi losami używając teleskopów w USA i Holandii. Seth Shostak jest gospodarzem dla tygodniowego radiowego programu Instytutu SETI Czy jesteśmy sami?, a także programu Projekt Phoenix. W 2004 otrzymał nagrodę Doroty Klumpke-Roberts.